# Osaka
Osaka (大阪市 Ōsaka-shi?,  pronunțare (ajutor·info)) este un municipiu în Japonia, centrul administrativ al prefecturii Osaka. Este situat la gura râului Yodo (sau Yodogawa), pe malul golfului Osaka, în regiunea Kansai a insulei Honshu.
Cu o populație de 2.636.257 locuitori (ian. 2007) și o suprafață de 222 km², Osaka este al doilea mare oraș din Japonia, după Tokyo. Este inima zonei metropolitane Osaka-Kobe-Kyoto, care are o populație de 18.644.000 locuitori.
Conform unei analize realizată de Global Demographic, ce a vizat nivelul de creștere a populației și densitatea locuitorilor, în 2016 Osaka a fost pe locul al optulea în lume.
Osaka este situat în regiunea Kansai din principala insula a Japoniei Honshu, un oraș desemnat în temeiul Legii Autonomiei Locale, capitala Prefecturii din Osaka. Face parte din zona Keihanshin, care este reprezentată de trei mari orașe ale Japoniei: Kyoto, Osaka si Kobe. Keihanshin este zona situată pe locul doi în Japonia ca mărime a populației și una dintre cele mai mari zone metropolitane din lume, cu aproape 18 de milioane de oameni. Ca mărime a PIB-ului este a doua zonă din Japonia și a șaptea în lume.
Vechi centru comercial al Japoniei, Osaka este în prezent unul dintre „centrele de comandă” ale economiei japoneze. Raportul dintre populația stabilă și cea totală este de 141%, cea mai mare în Japonia, subliniind statutul său de centru economic. Populația stabilă este de 2,6 milioane, al treia din țară, dar în timpul zilei valurile de navetiști care lucrează în Osaka fac ca populația totală a orașului să ajungă la 3,7 milioane, a doua după Tokyo.
În perioada feudală Edo, Osaka era menționată ca fiind „bucătăria națiunii” (天下の台所 tenka no daidokoro?), deoarece era principalul centru de tranzacționare pentru orez, acolo creându-se prima piață de schimb modernă (piață futures) din lume.

## Cultură

### Formații japoneze din Osaka
- Blood Stain Child, trupă de death metal melodic
- Boredoms, trupă de muzică experimentală
- Crossfaith, trupă de metalcore
- Galneryus, trupă de power metal
- L'Arc-en-Ciel, trupă de rock alternativ/pop rock
- Shonen Knife, trupă de pop punk

## Shopping
- Nipponbashi, cartier comercial

## Personalități marcante
- Ihara Saikaku (1642–1693), autor
- Yasunari Kawabata (1899–1972), scriitor
- Ganjirō Nakamura (1902–1983), actor
- Lee Myung-bak (n. 1941), președinte sud-coreean
- Takeshi Okada (n. 1956), fotbalist
- Tujiko Noriko (n. 1976), muzician
- Tsuneyasu Miyamoto (n. 1977), fotbalist